# Radio Futura
Radio Futura és un grup de pop rock espanyol dels anys 80 i 90. Destaquen entre altres grups de la movida pel seu estil rock amb arranjaments reggae i pop.

## Biografia
Els germans Santiago i Luis Auserón (veu i baix, respectivament) i Enrique Sierra (guitarra) són el nucli de Ràdio Futura, un dels grups més importants del que es va anomenar la "Movida" madrilenya durant els anys vuitanta.
La història comença quan els germans Auserón escriuen en una revista, el 1978, sota el nom de Corazones Automáticos. L'article en qüestió parla de les excel·lències dels Talking Heads. La seva visió de la música els connecta amb Herminio Molero, un pintor que els ajuda a formar un grup. El mateix Herminio s'ocupa dels teclats. Enrique Sierra (que anteriorment militava en el grup Kaka de Luxe), fa el mateix amb la guitarra. El grup el completen Javier Pérez Grueso i els mateixos germans Auserón. Debuten en 1979, en un festival dedicat al tema de la ciència-ficció.
Poc més tard, Paloma Chamorro, directora del programa de TV l'edat d'or, els presenta en el seu programa de televisió Imatges. El 1980 es publica el primer àlbum del grup, titulat "Música Moderna " .
El 1984 Radio Futura publiquen el seu segon treball, " La ley del desierto, la ley del mar", ara ja sense Herminio, qui va decidir deixar el grup en vista del gir en l'estil del grup. En aquest segon disc s'inclouen temes llegendaris de Ràdio Futura, com són " Escuela de Calor" i " Semilla Negra". (1985), amb participació de Raimundo Amador .
A La ley del desierto del segueix un altre gran treball, titulat " De un país en llamas ", un any després. El 1986 publiquen " La Canción de Juan Perro ", a Nova York, sota la producció de Jo Dworniak .
El 1989 apareix " Escueladecalor: El Directo de Radio Futura", un doble àlbum en directe amb el millor de Ràdio Futura. Un any després publiquen un dels seus discos destacats, " Veneno en la piel ", amb Ollie Halsall a la guitarra i Antonio Moreno a la bateria. Després de la publicació de l'àlbum " Tierra per bailar " el 1992, el grup anuncia la seva dissolució, a la vista de l'escassa creativitat que mostraven els seus últims treballs. A partir d'aquest moment, els membres de Ràdio futura es dediquen a les seves carreres en solitari, sent Santiago Auserón el que més rellevància ha pres arran dels seus treballs com Juan Perro.

## Discografia
- Música Moderna
- La ley del desierto, La ley del mar
- De un país en llamas
- La cancón de Juan Perro
- Escueladecalor: El Directo de Radio Futura
- Veneno en la piel[2]

Discos recopilatoris
- Tierra para bailar
- Memoria del porvenir
- Paisajes eléctricos[3]